# Inmigración siria en Colombia
La inmigración siria en Colombia ha sido una de las corrientes migratorias más importantes en dicho país sudamericano. Los primeros árabes llegaron al país a finales del periodo final del siglo XIX hasta principios del siglo XX. Esta es la segunda corriente de inmigración árabe de mayor importancia en Colombia, después de la libanesa.

## Historia
La ola de inmigración siria a Colombia parece haber comenzado en la década de 1880. Este fue quizás su pico durante las tres primeras décadas de este siglo y disminuyó después de 1930, pero los sirios, el pueblo libanés y los palestinos continuaron desde entonces su establecimiento en Colombia. Debido a la limitada información disponible, es imposible saber exactamente cuántos sirios y libaneses han emigrado al país. Se ha estimado que, durante el período más activo (1880-1930), una cifra entre 50.000 y 100.000 podría ser confiable. Cualquiera que sea la cifra, no hay duda de que, tal vez junto a los españoles, los sirio-libaneses son el mayor grupo de inmigrantes en Colombia desde la independencia. hasta la oleada de inmigrantes de Venezuela en la década del 2010. 
Aquellos que abandonaron su patria en el Medio Oriente para establecerse en Colombia fueron motivados por una variedad de razones, entre ellas, económicas, políticas y religiosas. La selección de Colombia como destino obedeció en ocasiones aleatorias y una vez iniciado el proceso, la débil información sobre el país comenzó a recibir a quienes ya tenían familia o amigos con alguna experiencia en la aventura migratoria.
El fenómeno de la inmigración sirio-libanesa en Colombia está lejos de ser único en la costa atlántica. En su ensayo biográfico sobre Gabriel Turbay, Gonzalo Buenahora destacó la contribución del desarrollo económico sirio en Bucaramanga. Chalelas, Stafis, Korgis, Chedranis, fueron la balanza comercial durante medio siglo y sus nombres son vinculados a la industria siderúrgica. El establecimiento de las primeras fábricas de botones y cuerdas, y la importación del primer automóvil que llegó por mula a Bucaramanga en 1912 estaban vinculados a nombres sirio-libaneses. Los inmigrantes sirio-libaneses, en número significativo, se establecieron en otras ciudades en la región de Santander, Ocaña, Barrancabermeja y Cúcuta. Como en muchas otras ciudades del país que no sean las de la costa atlántica: Ibagué, Girardot, Honda, Tunja, Villavicencio, Pereira, Soatá, Neiva, Buga, Chaparral, Tolima y/o Chinácota, entre otras. Después de Barranquilla y Cartagena de Indias, Bogotá estuvo junto a Cali entre las ciudades con el mayor número de representantes de habla árabe en Colombia en 1945. Algunos de estos inmigrantes habían llegado al país en la década de 1890, otros llegaron a principios de este siglo, pero un alto porcentaje de ellos llegó durante los años 1920 y 1930.

## Refugiados de la Guerra Civil Siria
Colombia se ha convertido en un receptor de los inmigrantes de Siria. Desde el comienzo de la Guerra Civil Siria en 2011, Colombia ha aceptado todas las solicitudes de refugiados que se han presentado dentro del país. Actualmente hay más de 100 refugiados sirios oficiales. La mayoría de estos refugiados que residen en Colombia están usando al país como una puerta para ir a los Estados Unidos o a Europa, pero algunos otros permanecen en Colombia y se convierten al cristianismo.